# دانشگاه بوئنوس آیرس
دانشگاه بوئنوس آیرس (به اسپانیایی: Universidad de Buenos Aires) بزرگترین دانشگاه در آرژانتین و دومین دانشگاه بزرگ در آمریکای لاتین است. این دانشگاه در ۱۲ اوت ۱۸۲۱ آغاز به کار کرده و شامل ۱۳ دپارتمان، ۶ بیمارستان، ۱۰ موزه و ۴ دبیرستان است. پردیس دانشگاه به صورت متمرکز نیست و در شهرک دانشگاهی که در سال ۱۹۶۰ افتتاح شد تنها ۲ دانشکده قرار دارد. تعداد برندگان جایزه نوبل مرتبط با این دانشگاه بیشتر از هر مؤسسه آموزش عالی اسپانیولی زبان در سطح جهان است. در رتبه‌بندی دانشگاه‌های جهان دانشگاه جیائو تونگ شانگهای در سال ۲۰۱۰ دانشگاه بوئنوس آیرس در بین ۱۵۱–۲۰۰ دانشگاه برتر جهان قرار داشت.

از دانش‌آموختگان نامدار این دانشگاه می‌توان به چه گوارا، خولیو کورتاسار، رافائل وینیولی، آلبرتو کالدرون، کارلوس لاماس و سزار میلستین اشاره کرد.

## رتبه بندی(رنکینگ)
در رتبه بندی دانشگاه های جهان Qs در سال 2022،دانشگاه بوئنوس آیرس در رتبه 69 برترین دانشگاه های جهان قرار دارد.

## پیوند به بیرون

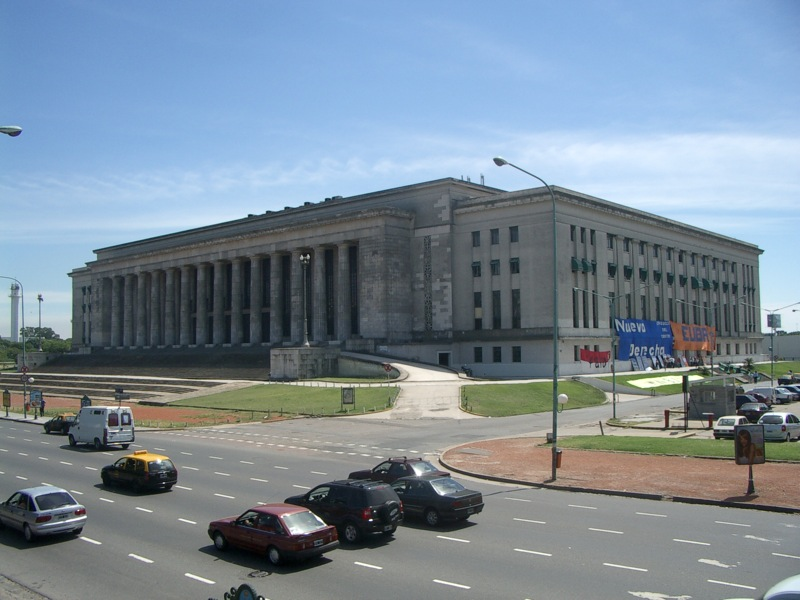
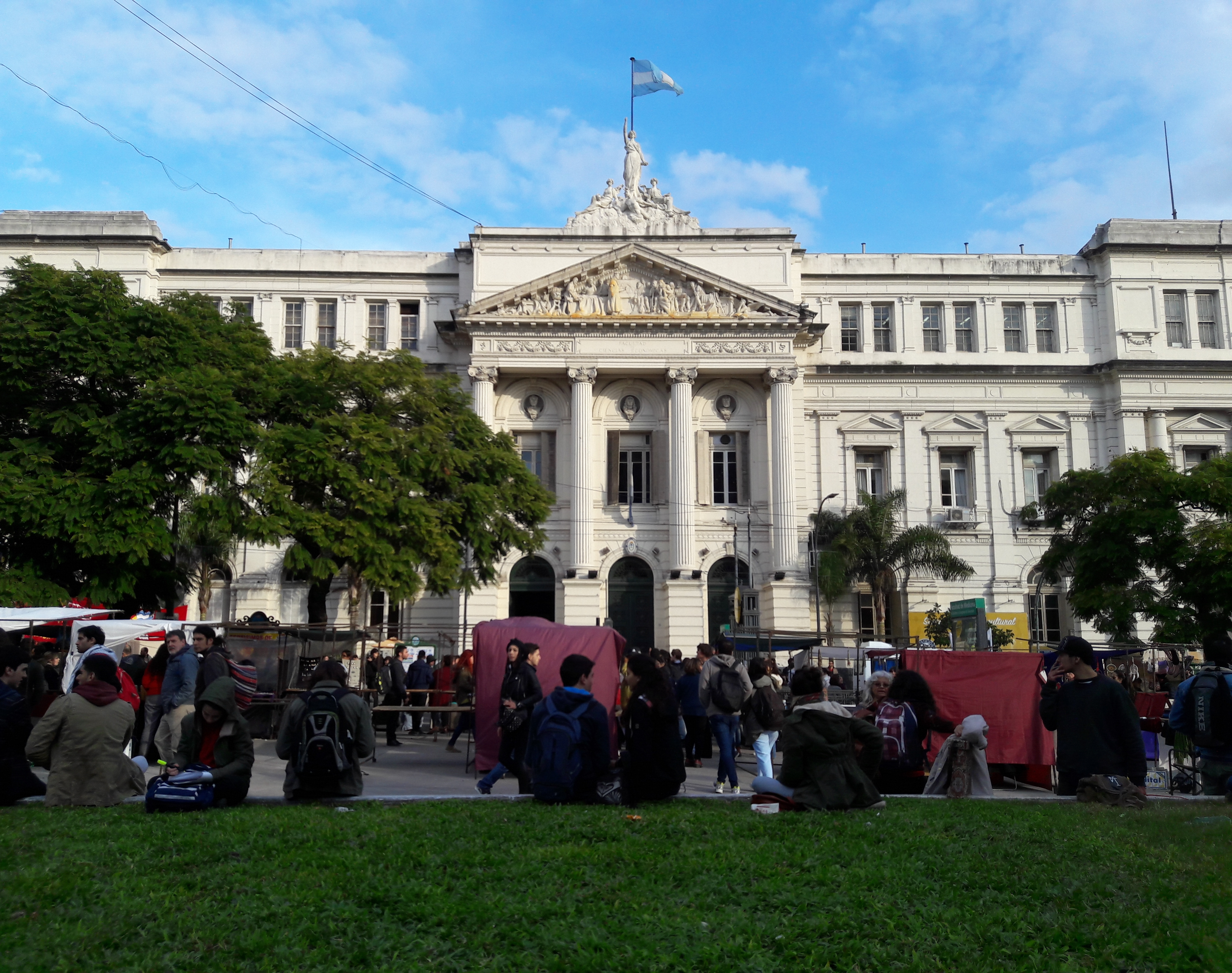
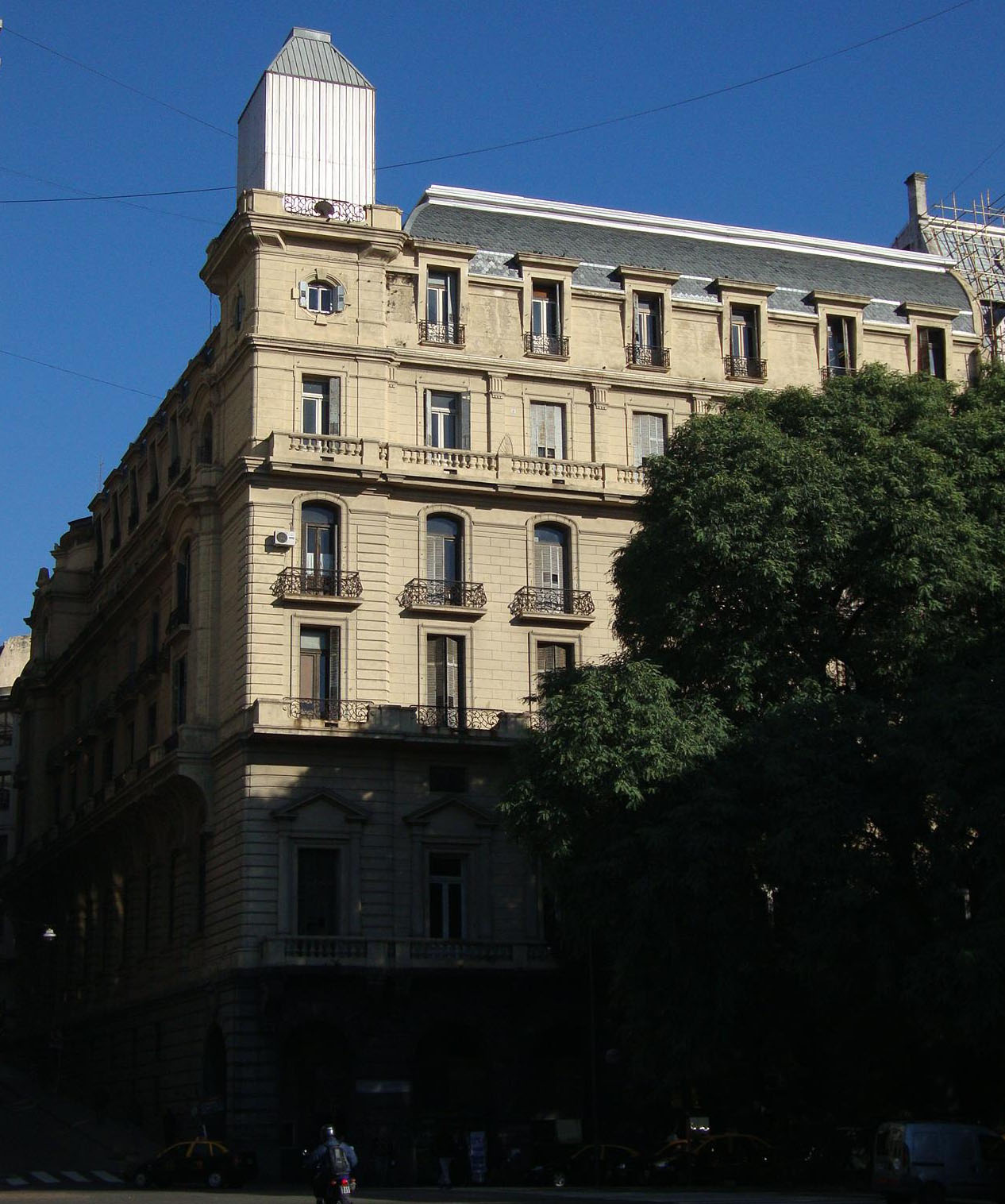
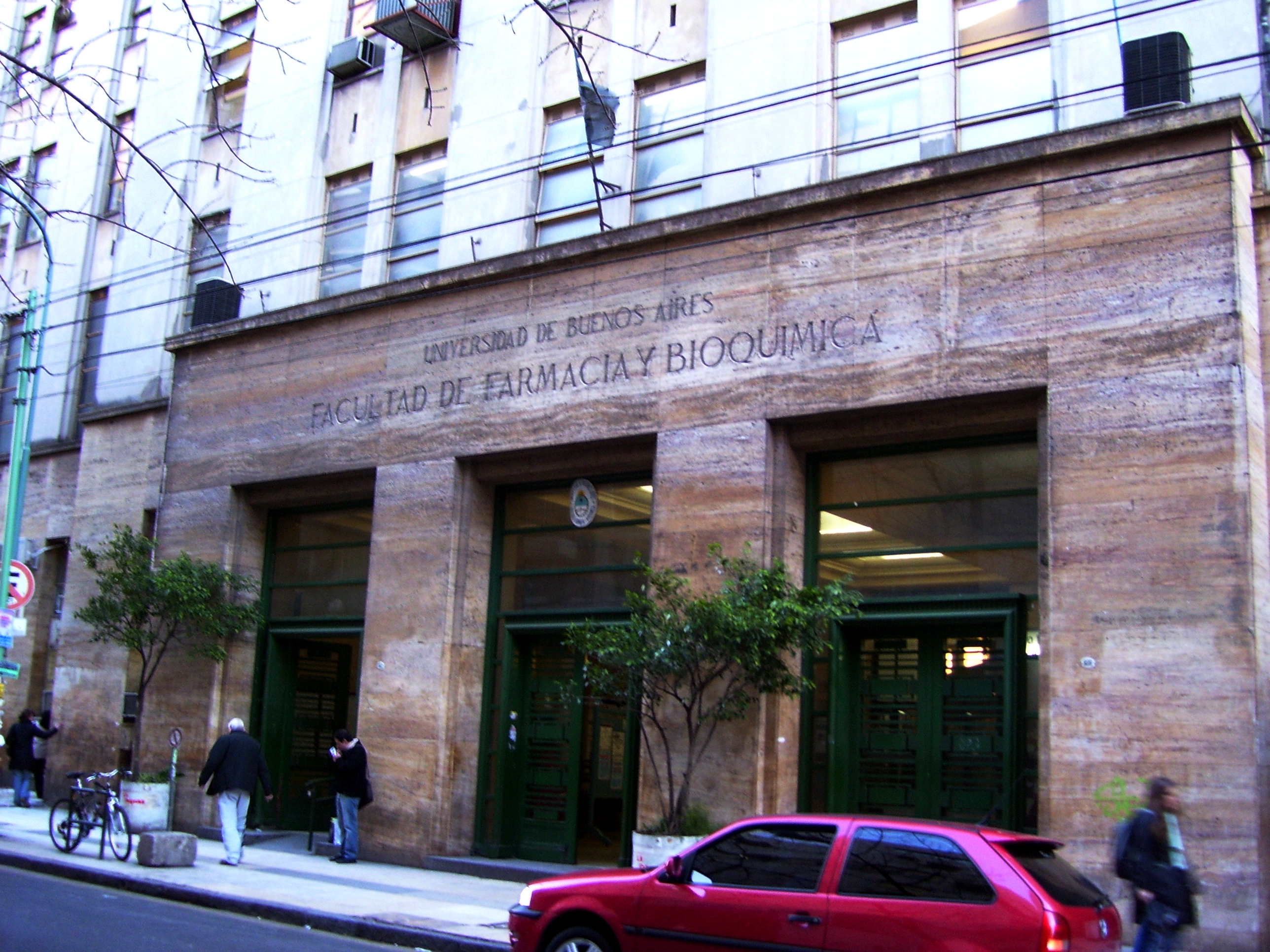
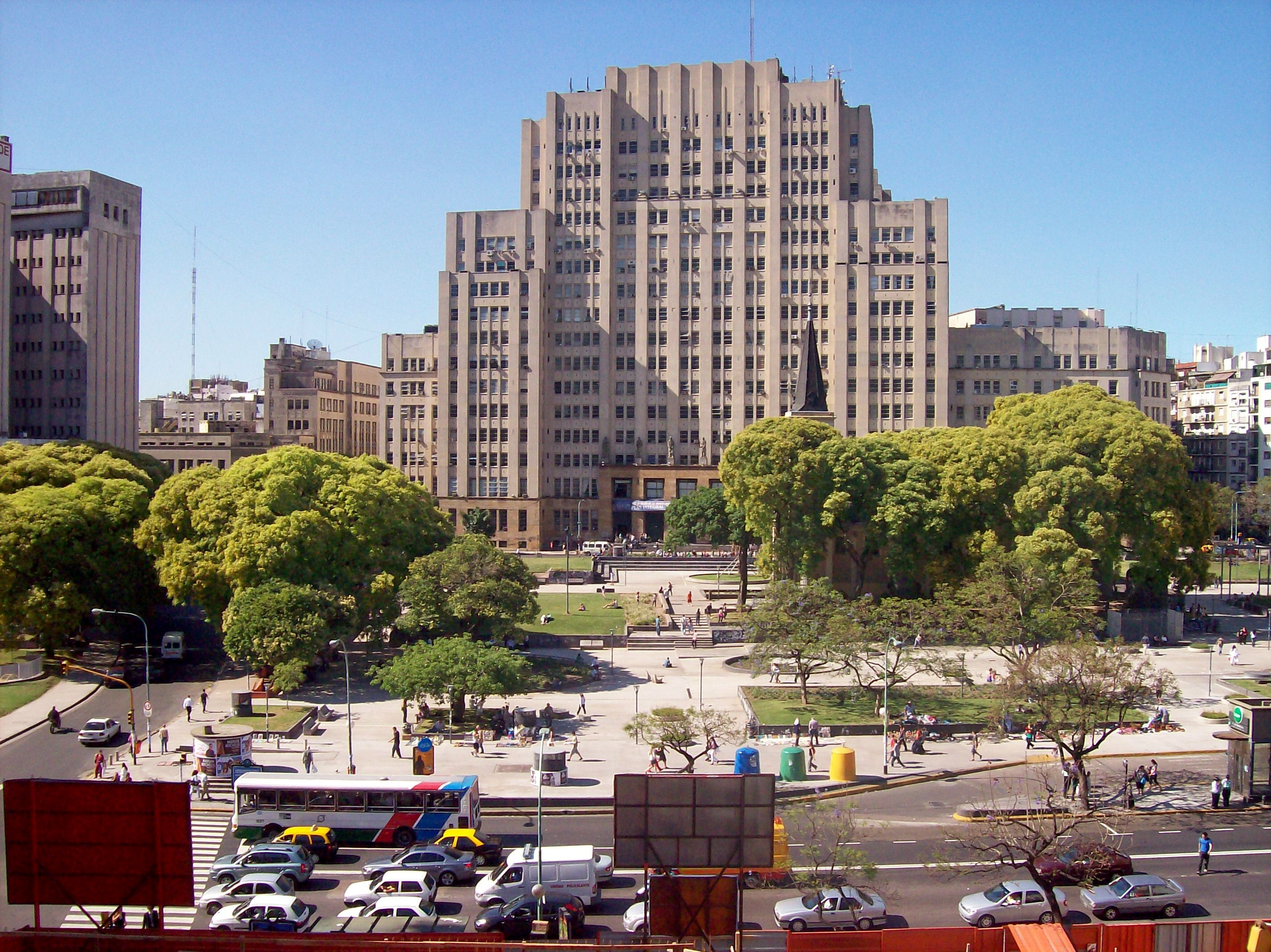
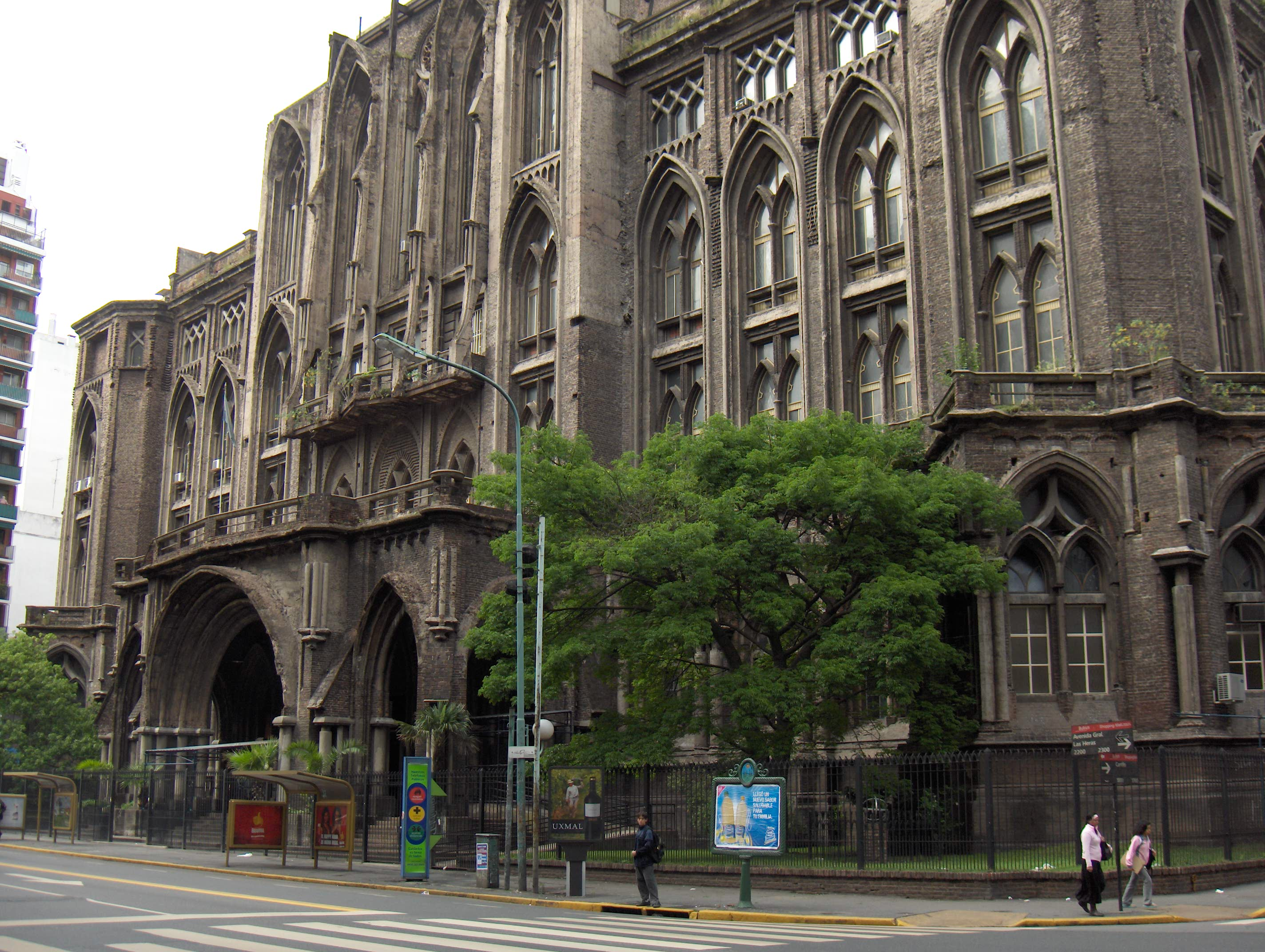

## دانشکده ها
- دانشکده روانشناسی
- دانشکده مهندسی
- دانشکده دندانپزشکی
- دانشکده داروسازی و بیوشیمی
- دانشکده حقوق
- دانشکده پزشکی
- دانشکده علوم اجتماعی
- دانشکده دامپزشکی
- دانشکده اقتصاد
- دانشکده کشاورزی
- دانشکده علوم طبیعی
- دانشکده معماری،طراحی و شهرسازی